# Tenjolahang
Tenjolahang is een bestuurslaag in het regentschap Pandeglang van de provincie Banten, Indonesië. Tenjolahang telt 1696 inwoners (volkstelling 2010).